# Стринаглюк Мар'яна Романівна
Стринаглюк Мар'яна Романівна (нар. 15 серпня 1974) — українська журналістка, ведуча програм Івано-Франківського обласного радіо та Радіо Дзвони, член Національної спілки журналістів України.

## Біографія
Народилася 15 серпня 1974 року в м. Івано-Франківську. Закінчила філологічний факультет Прикарпатського національного університету імені Василя Стефаника та аспірантуру ПНУ при кафедрі зарубіжної літератури, працювала над дисертацією про середньовічні мотиви у творчості Івана Франка, має ряд публікацій в наукових збірниках і періодиці.  
23 роки працювала на Івано-Франківському обласному радіо, була ведучою програм, редактором і старшим редактором редакції культурно-просвітницьких і релігійних програм, очолювала відділ дитячих і молодіжних програм, сформувала Школу ведучих для дошкільнят і школярів, в якій з 2008 по 2022 рр. пройшли журналістський вишкіл понад півтисячі дітей.
Відома своїми авторськими  аудіопроєктами «Поклик віри», «Сімейний альбом», «Крок за кроком», «Веселий гармидер», «Дитинства світ», «Вечорової пори», «Світочі» , «Радіонавігатор», «Благо», «Дорогами святинь» та ін.  
У 2015—2017 рр. була ведучою телевізійної програми «Говорить Івано-Франківськ» на ТРК «Карпати»
в 2018—2019 рр. вела прямі ефіри на Суспільне Івано-Франківськ (проєкт «Тема дня. Радіовимір»).
Понад 15 років співпрацювала з Радіо Дзвони як головний редактор і ведуча програм.
Авторка статей для періодичних видань, редакторка книг, ведуча публічних заходів і тематичних вечорів.
У 2024 р. завершила навчання в Українському інституті позитивної кросс-культуральної психотерапії і менеджменту та здобула кваліфікацію консультанта Вісбаденської академії психотерапії (WIAP).

## Нагороди
- 14.07.2001 — лауреат Міжнародного телерадіофестивалю «Мій рідний край» (Судак, 2001) за радіопрограму про дружні україно-вірменські стосунки
- 06.06.2008 — лауреат Обласної премії імені Богдана Бойка в галузі журналістики за серію мистецько-публіцистичних програм про творчі особистості Прикарпаття
- 21.10.2011 — лауреат XVI Всеукраїнського фестивалю фільмів і телерадіопрограм для дітей і юнацтва «Золоте курча» (Львів, 2011) за дитячу програму «Крок за кроком»[15]
- 14.03.2018 — лауреат Першої митрополичої премії за радіоцикл програм «Світочі віри»  про видатних діячів УГКЦ[16]
- 08.05.2021 — нагороджена Подякою міського голови Івано-Франківська з нагоди 25-тиріччя журналістської діяльності[17]